# Kosmochemia
Kosmochemia – dział astronomii i jednocześnie chemii, zajmujący się badaniem składu molekularnego ciał niebieskich, szczególnie w Układzie Słonecznym. Termin kosmochemia został stworzony przez Harolda Claytona Ureya.
Kosmochemia może obejmować tematy z zakresu:
- powstawanie planet,
- skład chemiczny planet,
- budowa Układu Słonecznego,
- meteoryty i komety,
- kinetyka reakcji zachodzących w gwiazdach.